# 阻碍理论
在数学中，阻碍理论（obstruction theory）是两个不同数学理论的名字，两者都导出了上同调不变量。

## 同伦理论
阻碍理论在同伦论中的早期含义是关于将定义在一个单纯复形或CW-复形上的连续映射对维数归纳延拓的一个手续。传统上称为艾伦伯格阻碍理论（Eilenberg obstruction theory），得名于塞缪尔·艾伦伯格命名。它用系数取值于同伦群得上同调群来定义延拓的阻碍。例如，有一个从单纯复形X到另一个Y的映射，首先定义在X的0-骨架（X的顶点），只要Y 道路连通则总可延拓到1-骨架。由1-骨架延拓到2-骨架意味着在从X的三角形出发的边在Y中的像已经知时，将像填满为实心三角形。

## 几何拓扑
在几何拓扑学中，阻碍理论关心的是当一个拓扑流形有一个逐片线性结构以及当逐片线性流形有一个可微结构。
在至多二维（Rado）与三维（Moise）时，拓扑流形的概念与逐片线性流形重合。在四维时它们是不同的。
在不超过六维时，逐片线性流形与可微流形的概念重合。

## 割补理论
割补理论中两个基本问题是：一个具有庞加莱对偶性的n-维拓扑空间是否同伦等价于一个n-维流形；以及n-维流形之间的同伦等价是否同伦于微分同胚。在这两种情形，对n>4都存在两个阻碍，首先是关于向量丛存在性的拓扑K-理论阻碍：如果它消失则存在一个正规映射，便可以定义代数L-理论中对正规映射执行割补手术以得到同伦等价的第二割补阻碍。